# Conon d'Estavayer
Pour les articles homonymes, voir Conon.
Conon (Cuno) d'Estavayer, mentionné pour la première fois en 1200 et mort le 19 août 1243 ou 1244, est un prélat suisse, issu de la famille d'Estavayer. 

## Biographie
La date de naissance de Conon d'Estavayer est inconnue, il est cependant mentionné pour la première fois dans un document de l'an 1200. Il est le fils du seigneur Conon Ier d'Estavayer et a pour frères les seigneurs Guillaume et Raymond. La famille d'Estavayer est vassale de l'évêque de Lausanne.
La date de 1200 correspond à une mention comme chanoine de la cathédrale de Lausanne. Deux ans plus tard, il obtient la dignité de prévôt du chapitre.
Lorsque l'évêque Roger de Vico Pisano abandonne sa charge, il « [ordonne] en même temps à tous ses officiers temporels d'obéir à Conon d'Estavayer jusqu'à ce qu'un nouvel évêque eut été installé ». En 1211, Conon d'Estavayer est choisi comme administrateur de l'évêché de Lausanne. Il part étudier durant les années 1214-1215, sans que l'on sache précisément où. Il est confirmé par des bulles papales en 1217 puis l'année suivante comme prévôt. D'octobre 1222 à l'automne 1223, il se rend à l'université de Paris en compagnie de jeunes chanoines, on sait qu'il y avait déjà étudié précédemment. Il assiste à l'occasion aux funérailles du roi de France, Philippe Auguste, mort le 14 juillet 1223. En 1226, il forme d'ailleurs le jeune Pierre de Savoie, fils du comte, qui a été fait chanoine, notamment dans l'apprentissage de l'administration.
Le 23 avril 1229, l'évêque de Lausanne, Guillaume d'Écublens, décède. La succession de l'évêque de Lausanne déclenche alors une querelle des investitures qui laisse le siège de l'évêché vacant entre le 6 avril 1229 et le 11 mars 1231. Le pape nommera finalement Boniface de Bruxelles. Une nouvelle querelle électorale émerge lors de la démission de Boniface en 1239, à la suite d'un attentat contre sa personne. Observateur avisé, il commente la lutte entre les deux candidats Jean de Cossonay et Philippe de Savoie, frère du comte Amédée IV, comme étant un phénomène « ni nouveau, ni étonnant ». Le jeune Pierre de Savoie, qu'il aura formé trois ans plus tôt, deviendra d'ailleurs administrateur de l'évêché durant la vacance du siège épiscopal.
Au cours de sa carrière, il rédige entre 1202 et 1242 le "Cartulaire de Lausanne". La rédaction permet de suppléer en partie les archives de la ville qui ont été détruites par un incendie en 1235.